# フェレンツヴァーロシュ・シュタディオン
フェレンツヴァーロシュ・シュタディオン（ハンガリー語: Ferencváros Stadion）は、ハンガリー・ブダペストにある多目的スタジアム。2014年に開場し、フェレンツヴァーロシュTCがホームスタジアムとして使用している。また、命名権を売却しているため、グルパマ・アレーナ（Groupama Arena）とも呼ばれる。

## 概要
2014年8月10日に落成。命名権はフランス大手保険会社グルパマが取得。アルベルト・フローリアーン・シュタディオンを解体・建て替えられた。スタジアムの玄関前にはアルベルト・フローリアーンの銅像がある。またフローリアーン博物館も併設している。

## 国際試合
| 年月日         | 大会               | 相手           | 結果 | 観衆   |
| -------------- | ------------------ | -------------- | ---- | ------ |
| 2014年9月7日   | UEFA EURO 2016予選 | 北アイルランド | 1–2  | 20,672 |
| 2014年11月14日 | UEFA EURO 2016予選 | フィンランド   | 1–0  | 19,000 |
| 2014年11月18日 | UEFA EURO 2016予選 | ロシア         | 1–2  | 4,000  |
| 2015年3月29日  | UEFA EURO 2016予選 | ギリシャ       | 0–0  | 22,000 |
| 2015年9月4日   | UEFA EURO 2016予選 | ルーマニア     | 0–0  | 22,060 |